# Géza Bornemisza

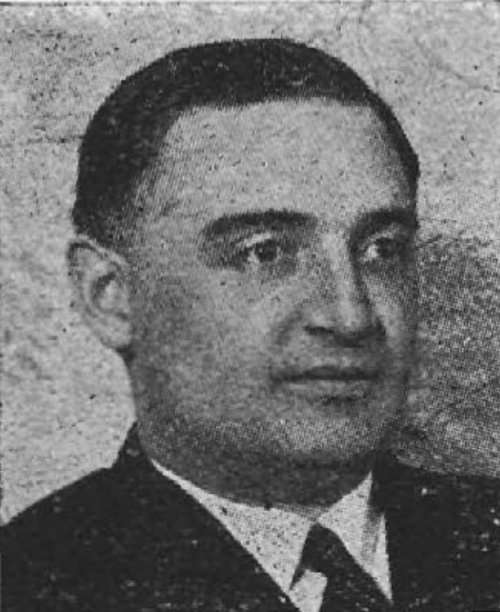
Géza Bornemisza, 1935

Géza Bornemisza von Kecskeméth (* 20. Dezember 1895 in Munkács, Komitat Bereg, Königreich Ungarn; † 4. Juni 1983 in Budapest) war ein ungarischer Politiker, Handels- und Industrieminister.

## Leben
Nach Schulbesuch bei den Piaristen in Debrecen studierte Bornemisza Maschinenbau in Budapest und wurde 1915 zum Kriegsdienst eingezogen. Nach Ende des Krieges beendete Bornemisza sein Studium 1920 als Bester seines Jahrgangs unter allen Absolventen der Universität dieses Jahres. Hiernach war er zunächst Assistent am Lehrstuhl für Elektrotechnik und hatte später großen Anteil in der Elektrifizierung ländlicher Städte, wie etwa von Szolnok 1928/29. Politisch aktiv wurde Bornemisza 1932 und wurde Parlamentsabgeordneter für die Frontkämpferpartei (ung. Frontharcospárt) und später für die Nationale Partei der Einheit (ung. Nemzeti Egység Pártja). Im März 1935 wurde er für einige Monate Handelsminister und war ab August bis 1938 Industrieminister sowie erneut von 1942 bis 1944. 